# 8720 Takamizawa
8720 Takamizawa eller 1995 WE1 är en asteroid i huvudbältet som upptäcktes den 16 november 1995 av den japanska astronomen Akimasa Nakamura vid Kuma Kogen-observatoriet. Den är uppkallad efter den japanske amatörastronomen Kesao Takamizawa.
Asteroiden har en diameter på ungefär 11 kilometer.